# 北見市民会館
北見市民会館（きたみしみんかいかん）は、北海道北見市にある文化施設。北見市中央公民館（きたみしちゅうおうこうみんかん）を併設している。
施設命名権（ネーミングライツ）を北海道ガスが取得し、2025年（令和7年）6月から愛称を「北ガス市民ホール」とする。

## 概要
とん田公園内の北見市立西小学校跡地に建設。開館以来、オホーツク（オホーツク総合振興局）管内最大規模のホールとして市民の自主的な文化活動のほか、研修会・各種大会などに利用している。公民館では市民大学講座「北見ことぶき大学」を主催するなど各種講座を開催している。1990年度（平成2年度）に調光と音響関係、1992年度（平成4年度）に客席の全面改修、2011年度から2012年度（平成23年度から平成24年度）にかけては耐震工事及び調光と音響関係、反響板などの大規模改修を行った。

## 施設
大ホール
- 固定席1,323席[5]
- 舞台（間口17.0 m、奥行13.5 m、高さ8.0 m）[5]
- 客席（奥行33.6 m、幅31.3 m）[5]

小ホール
- 移動席250席[6]
- 舞台（間口9 m、奥行3.8 m）[6]

1号室
- 移動席120席[6]
- 洋室128 m²[6]

2号室
- 移動席15席[6]
- 洋室23 m²[6]

3号室
- 和室14畳[6]

4号室
- 移動席100席[6]
- 洋室114 m²[6]

5号室
- 移動席40席[6]
- 洋室70 m²[6]

6号室
- 和室24畳[6]

7号室
- 移動席40席[6]
- 洋室67 m²[6]

実習室
- 移動席40席[6]
- 洋室100 m²（調理台7台）[6]

楽屋
- 広さ（1号 53 m²、2号 11 m²、3号 36 m²、4号 11 m²、5号 9 m²）[6]

食堂